# Convolvulus pulvinatus
Convolvulus pulvinatus är en vindeväxtart som beskrevs av Sa'ad. Convolvulus pulvinatus ingår i släktet vindor, och familjen vindeväxter. Inga underarter finns listade i Catalogue of Life.